# Eduardo Paz
Eduardo Paz (* 12. Dezember 1981 in Spanien) ist ein ehemaliger spanischer Eishockeyspieler, der den Großteil seiner Karriere beim Majadahonda HC in der Spanischen Superliga unter Vertrag stand.

## Karriere
Eduardo Paz begann seine Karriere als Eishockeyspieler bei Majadahonda HC, für den er in der Saison 1998/99 sein Debüt in der Spanischen Superliga gab. Mit seiner Mannschaft erreichte der Verteidiger im folgenden Jahr das Halbfinale um die Spanische Meisterschaft. Zudem schied Paz mit Majadahonda in der Saison 2001/02 erst im Pokalhalbfinale aus. Da sein Club ab Sommer 2002 vorübergehend den Spielbetrieb einstellte, wechselte Paz zu dessen Ligarivalen CH Madrid, mit dem er in den folgenden vier Jahren bis auf die Saison 2003/04 jeweils das Halbfinale um die Copa del Rey erreichte. Zudem erreichte Paz mit Madrid in der Saison 2002/03 erneut das Halbfinale der Superliga.
Nachdem der CH Madrid 2006 den Spielbetrieb einstellte, kehrte Paz zu seinem Exclub Majadahonda zurück, der nach zweijähriger Pause 2004 wieder den Spielbetrieb aufgenommen hatte. 2007 und 2008 scheiterte er mit seinem Team jeweils im Viertelfinale von Meisterschaft und Pokal. Er spielte bis 2013 in Majadahonda. Nachdem er die Spielzeit 2014/15 bei den South China Sharks in der Hong Kong Ice Hockey League verbracht hatte, beendete er seine Karriere.

### International
Für Spanien nahm Paz im Juniorenbereich an den U18-D-Europameisterschaften 1997 und 1998 und der U18-Weltmeisterschaft der Europa-Division 2 sowie an den U20-D-Weltmeisterschaften 1998, 1999 und 2000 und der U20-Weltmeisterschaft der Division III 2001 teil.
Im Seniorenbereich stand er im Aufgebot seines Landes bei den Weltmeisterschaften der Division II 2001, 2002, 2003, 2006, 2007, 2008, 2009, als er zum besten Verteidiger des Turniers gewählt wurde, 2012 und 2013 sowie bei der Weltmeisterschaft der Division I 2011. Zudem vertrat er seine Farben bei den Qualifikationsturnieren für die Olympischen Winterspiele in Vancouver 2010 und in Sotschi 2014.

## Erfolge und Auszeichnungen
- 1999 Aufstieg in die Europa-Division 1 bei der U18-Europameisterschaft der Europa-Division 2
- 2009 Bester Verteidiger der Weltmeisterschaft der Division II, Gruppe B